# 434 Madžarska
434 Madžarska (mednarodno ime 434 Hungaria) je  precej majhen asteroid tipa E  v notranjem delu glavnega asteroidnega pasu. Po njem se imenuje družina asteroidov Madžarska.

## Odkritje
Asteroid je 11. septembra 1898 odkril Max Franz Joseph Cornelius Wolf. Ime je dobil po astronomskem srečanju v Budimpešti v letu 1898.

## Lastnosti
Asteroid Madžarska obkroži Sonce v 2,71 letih. Njegova tirnica ima izsrednost 0,074 nagnjena pa je za 22,506° proti ekliptiki. Okoli svoje osi pa se zavrti v 26,51 urah. Predvidevajo, da obstajajo povezave med asteroidom Madžarska in asteroidom 3103 Eger ter aubriti.